# 1 500 meter för damer vid inomhusvärldsmästerskapen i friidrott 2022
Damernas 1 500 meter vid inomhusvärldsmästerskapen i friidrott 2022 hölls den 18 och 19 mars 2022 på Štark arena i Belgrad i Serbien. 19 tävlande från 16 nationer deltog. 12 tävlande gick vidare från försöksheatet till finalen.
Samtliga pallplatser togs av idrottare från Etiopien. Gudaf Tsegay vann guldet med ett mästerskapsrekord på 3.57,19. Silvermedaljen togs av Axumawit Embaye på tiden 4.02,29 och bronset gick till Hirut Meshesha som sprang i mål på tiden 4.03,39.

## Resultat

### Försöksheat
Kvalificeringsregler: De tre första i varje heat 0Q0 samt de 3 snabbaste tiderna 0q0 gick vidare till finalen.
Försöksheaten startade den 18 mars klockan 12:20.
| Placering | Heat | Namn              | Nationalitet   | Tid     | Noteringar |
| --------- | ---- | ----------------- | -------------- | ------- | ---------- |
| 1         | 1    | Axumawit Embaye   | Etiopien       | 4.04,83 | 0Q0        |
| 2         | 2    | Hirut Meshesha    | Etiopien       | 4.05,75 | 0Q0        |
| 3         | 1    | Winnie Nanyondo   | Uganda         | 4.06,11 | 0Q0        |
| 4         | 2    | Josette Norris    | USA            | 4.06,27 | 0Q0        |
| 5         | 1    | Claudia Bobocea   | Rumänien       | 4.06,66 | 0Q0        |
| 6         | 1    | Linden Hall       | Australien     | 4.06,69 | 0q0, 0SB0  |
| 7         | 3    | Gudaf Tsegay      | Etiopien       | 4.06,71 | 0Q0        |
| 8         | 3    | Lucia Stafford    | Kanada         | 4.07,95 | 0Q0        |
| 9         | 3    | Sara Kuivisto     | Finland        | 4.08,05 | 0Q0        |
| 10        | 3    | Heather MacLean   | USA            | 4.08,13 | 0q0        |
| 11        | 3    | Marta Pérez       | Spanien        | 4.10,09 | 0q0        |
| 12        | 2    | Alma Delia Cortés | Mexiko         | 4.10,95 | 0Q0        |
| 13        | 2    | Aurore Fleury     | Frankrike      | 4.12,20 |            |
| 14        | 3    | Nozomi Tanaka     | Japan          | 4.12,31 | 0NR0       |
| 15        | 2    | Sarah Healy       | Irland         | 4.12,44 |            |
| 16        | 1    | Erin Wallace      | Storbritannien | 4.12,46 |            |
| 17        | 2    | Gresa Bakraqi     | Kosovo         | 4.28,40 |            |
| 18        | 3    | Amina Bakhit      | Sudan          | 4.30,90 | 0SB0       |
| 19        | 1    | Anjelina Lohalith | Flyktinglaget  | 4.34,72 | 0SB0       |

### Final
Finalen startade den 19 mars klockan 20:35.
| Placering | Namn              | Nationalitet | Tid     | Noteringar |
| --------- | ----------------- | ------------ | ------- | ---------- |
| 1         | Gudaf Tsegay      | Etiopien     | 3.57,19 | 0MR0       |
| 2         | Axumawit Embaye   | Etiopien     | 4.02,29 |            |
| 3         | Hirut Meshesha    | Etiopien     | 4.03,39 |            |
| 4         | Winnie Nanyondo   | Uganda       | 4.04,60 |            |
| 5         | Josette Norris    | USA          | 4.04,71 |            |
| 6         | Linden Hall       | Australien   | 4.06,34 | 0SB0       |
| 7         | Heather MacLean   | USA          | 4.06,38 |            |
| 8         | Lucia Stafford    | Kanada       | 4.06,41 | 0SB0       |
| 9         | Claudia Bobocea   | Rumänien     | 4.09,64 |            |
| 10        | Marta Pérez       | Spanien      | 4.10,23 |            |
| 11        | Sara Kuivisto     | Finland      | 4.12,79 |            |
| 12        | Alma Delia Cortés | Mexiko       | 4.13,71 |            |